# Sapromyza albuliceps
Sapromyza albuliceps är en tvåvingeart som beskrevs av Leander Czerny 1932. Sapromyza albuliceps ingår i släktet Sapromyza och familjen lövflugor. Inga underarter finns listade i Catalogue of Life.